# بخش بومدید
بخش بومدید (به عربی: مقاطعة بومدید) یک منطقهٔ مسکونی در موریتانی است که در استان عصابه واقع شده‌است.